# Gare de L’Isle-d’Abeau
Gare de L'Isle-d'Abeau vasútállomás Franciaországban, L'Isle-d'Abeau településen.

## Vasútvonalak
Az állomást az alábbi vasútvonalak érintik:
- Lyon-Perrache-Grenoble-Marseille-vasútvonal

## Kapcsolódó állomások
A vasútállomáshoz az alábbi állomások vannak a legközelebb:
- Gare de La Verpillière (Lyon-Perrache pályaudvar)
- Gare de Bourgoin-Jallieu (Gare de Marseille-Saint-Charles)